# Liste der Einträge im National Register of Historic Places im Barron County

Lage des Barron County in Wisconsin

Die Liste der Registered Historic Places im Barron County in Wisconsin führt alle Bauwerke und historischen Stätten im Barron County auf, die in das National Register of Historic Places aufgenommen wurden.

## Legende
| NRHP | Historic Place    |
| HD   | Historic District |

## Aktuelle Einträge
| [ 2 ] | Name                                                                | Bild                                                                | Eintragsdatum        | Lage                                                        | Ort                | Beschreibung |
| ----- | ------------------------------------------------------------------- | ------------------------------------------------------------------- | -------------------- | ----------------------------------------------------------- | ------------------ | --- |
| 1     | Barron County Pipestone Quarry                                      |                                                                     | 1978 ID-Nr. 78000077 | Östlich des Rice Lake (Adresse nicht veröffentlicht)        | Town of Doyle      | Stelle, an der Indianer verschiedener Stämme Catlinit für die Herstellung von Friedenspfeifen förderten                      |
| 2     | Chicago, St. Paul, Minneapolis and Omaha Railroad Passenger Station | Chicago, St. Paul, Minneapolis and Omaha Railroad Passenger Station | 2007 ID-Nr. 07000588 | 426 Tainter Avenue 45° 30′ 21″ N, 91° 44′ 19″ W             | Rice Lake          | 1909 errichtete Bahnstation, die bis 1979 in Betrieb war                                                                     |
| 3     | Cumberland Public Library                                           | Cumberland Public Library                                           | 1992 ID-Nr. 92000804 | 1305 2nd Avenue 45° 32′ 3″ N, 92° 1′ 18″ W                  | Cumberland         | 1906 im neoklassizistischen Stil errichtete Carnegie-Bibliothek                                                              |
| 4     | Island of Happy Days                                                |                                                                     | 1995 ID-Nr. 95000141 | Stout Island im Red Cedar Lake 45° 36′ 39″ N, 91° 35′ 16″ W | Town of Cedar Lake | Zwischen 1909 und 1911 errichteter Sommersitz der Unternehmerfamilie Stout, die von 1903 bis 1927 Eigentümer der Insel waren |
| 5     | Rice Lake Mounds (47 BN-90)                                         | Rice Lake Mounds (47 BN-90)                                         | 1979 ID-Nr. 79000059 | Adresse nicht veröffentlicht                                | Rice Lake          | Mehrere Begräbnisstätten der Sioux unweit des Ufers des Rice Lake                                                            |
| 6     | St. Mary's Rectory                                                  |                                                                     | 2011 ID-Nr. 11000152 | 1575 2nd Avenue 45° 32′ 19″ N, 92° 1′ 21″ W                 | Cumberland         | 1904 in einem Stilmix aus Queen Anne und Richardsonian Romanesque errichtetes katholisches Pfarrhaus                         |
| 7     | Edward N. and Mary T. Stebbins House                                | Edward N. and Mary T. Stebbins House                                | 2006 ID-Nr. 06000945 | 130 East Division Avenue 45° 24′ 5″ N, 91° 51′ 20″ W        | Barron             | 1895 im Stil des Georgian Revival errichtetes Wohnhaus des Unternehmers und Bürgermeisters Edward N. Stebbins                |
| 8     | Wajiwan ji Mashkode Archeological District                          |                                                                     | 2003 ID-Nr. 03000938 | Adresse nicht veröffentlicht                                | Rice Lake          | |
| 9     | ZCBJ Hall                                                           | ZCBJ Hall                                                           | 1985 ID-Nr. 85000768 | 320 West 3rd Street 45° 36′ 28″ N, 91° 46′ 44″ W            | Haugen             | 1913 errichtetes Versammlungsgebäude der Západní Ceská Bratrska Jednota einer Bruderschaft tschechischer Einwanderer         |

## Frühere Einträge
| [ 2 ] | Name                       | Bild | Eintragsdatum        | Lage                                                | Ort       | Beschreibung |
| ----- | -------------------------- | ---- | -------------------- | --------------------------------------------------- | --------- | --- |
| 1     | Rice Lake Carnegie Library |      | 1980 ID-Nr. 80000434 | 16 South Main Street 45° 21′ 38,7″ N, 91° 46′ 37″ W | Rice Lake | 1905 im neoklassizistischen Stil aus Sandstein errichtete Carnegie-Bibliothek; 1885 abgerissen und ein Jahr später aus dem Register gestrichen |